# Danny D
Danny D, pseudonimo di Matt Hughes (Maidstone, 11 agosto 1987), è un attore pornografico britannico.

## Biografia

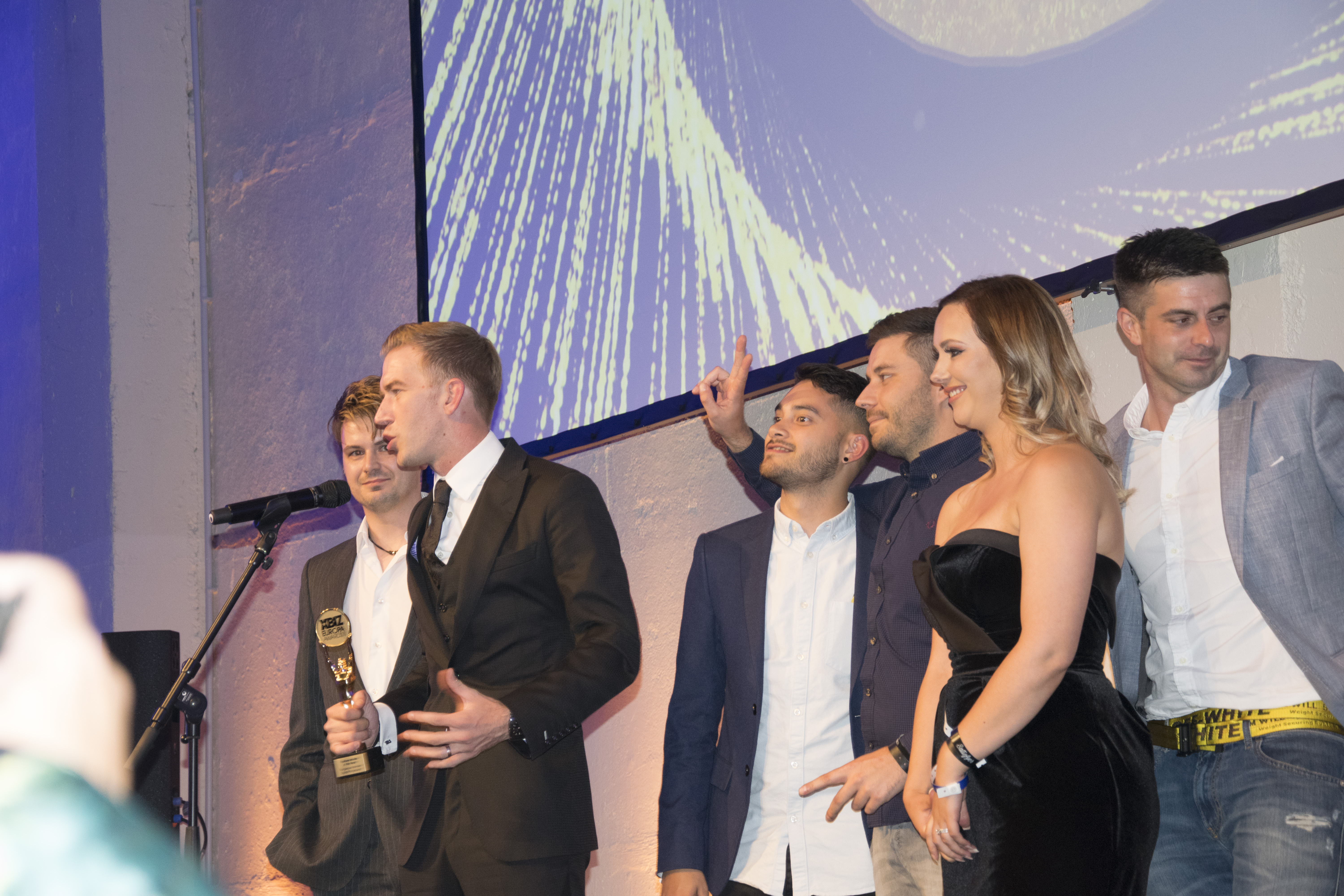
Danny D agli XBIZ Europa Awards 2019

Matt Hughes è nato a Maidstone (in Inghilterra) l'11 agosto 1987 e dopo un breve periodo come costruttore ha iniziato la sua carriera pornografica all'età di diciannove anni circa. Inizialmente si esibì per diverse case di produzioni amatoriali in Francia prima di girare delle scene gay per alcuni siti web, dato che le prospettive di guadagno con queste ultime erano maggiori («gay for pay»).
Nel 2009 è passato a tempo pieno alla partecipazione a film/video pornografici eterosessuali con lo pseudonimo di Danny D, arrivando a lavorare per case di produzione del settore come Brazzers, Dorcel, Harmony Films, Hush Hush Entertainment, Playboy TV, Television X e Wicked. Nel settembre 2011 è apparso in una puntata del programma televisivo di Lee Nelson intitolato Well Good Show.
L'articolo commercializzato e plasmato sulle dimensioni del pene del porno-attore, realizzato dal brand NS Novelties, porta il nome di "Arma segreta 10.5 pollici di Danny D", giocando sulla citazione dei film di James Bond. Tuttavia, questo riporta una misura leggermente superiore ai 10.5 pollici (26,67 cm), infatti misura 28 cm come del resto è indicato tra le informazioni sull'attore nella sua pagina personale ufficiale sul sito Brazzers, di cui è considerato top performer con esclusiva.
Danny D nel 2023 ha aperto un profilo su Tiktok riscuotendo indubbio successo, ottenendo un seguito di oltre 452 mila follower. A sottolineare questo nuovo interesse e trend di Danny D per il mainstream e un pubblico molto più vasto e giovane, c'è la sua intervista/chiacchierata di un'ora con l'influencer, tiktoker e podcaster britannica da milioni di follower, GK Barry.
Nel 2024 è stato inserito nella AVN Hall of Fame.

## Carriera gay
Ha iniziato a lavorare in film pornografici gay tra il 2006 e il 2007 apparendo in singole scene per siti web come Blake Mason, English Lads e UK Naked Men, ma una volta ottenuta una certa notorietà nell'industria porno gay ha lavorato spesso per case di produzioni europee, tra cui Eurocreme, prima di abbandonare definitivamente l'industria gay per adulti alla fine del 2008.

### Filmografia gay parziale
- RudeBoiz 8: Hung Ladz XXL Rudeboiz (2007)
- Indieboyz 2, Eurocreme (2007)
- 11 Inch Fuck Stud, Eurocreme (2007)
- Straight Butt Bangers Eurocreme, (2008)
- PartyBoy, Eurocreme (2008)
- Hung Ladz 3: Hard Shooters, Eurocreme (2009)
- Huge And Horny, Eurocreme (2009)
- Horse Hung And Horny, Eurocreme (2009)

## Produzioni etero
Dopo avere interrotto le esibizioni nell'ambito dell'intrattenimento erotico gay per adulti è passato a lavorare a tempo pieno nell'industria porno eterosessuale: così come all'inizio della sua carriera gay ha iniziato con brevi scene per i siti web Joy Bear o Pure CFNM, divenendo richiesto nell'industria di intrattenimento erotico per adulti europea. In questo settore è comparso regolarmente in produzioni di Daring, Harmony Films e Television X.
Ha ottenuto una certa notorietà nel ruolo di Whitezilla in cinque film della Hush Hush Entertainment e a partire dalla fine del 2011 è comparso in singole scene per Brazzers negli Stati Uniti.

### Filmografia etero parziale
- All Girls Do It, Harmony Films (2009)
- Dollz House, Harmony Films (2009)
- Not In My House, Brazzers (2010)
- Young Harlots: Bad Behavior, Harmony Films (2010)
- Sorry Daddy, Whitezilla Split My Little Asshole 2, Hush Hush Entertainment (2011)
- Lust For Young Busts, Harmony Films (2011)
- Informers, Daring (2011)
- Dirty Little Club Sluts, Harmony Films (2011)
- Young Harlots: Naughty Tutorials, Harmony Films (2012)
- Whore Hotel, Harmony Films (2012)
- Slam It In a Slut 2, Harmony Films (2012)
- Big Butts Like It Big 10, Brazzers (2012)
- The Royal Romp, Television X (2012)
- The Last Shag, Dorcel (2012)

## Riconoscimenti
- 2010: AVN Awards – Best Group Sex Scene in Satan's Whore con Bobbi Starr, George Uhl e Olivier Sanchez (candidatura)[11]
- 2012: AVN Awards – Male Foreign Performer of the Year (candidatura)[12]
- 2012: SHAFTA Awards – Male Performer of the Year[13]
- 2013: SHAFTA Awards – Male Performer of the Year[14]
- 2013: AVN Award – Best Foreign Non-Feature – in Nymphomaniac con Brooklyn Lee e Lou Lou e in Young Harlots: Highland Fling con Franki, George Uhl e Iain Tate (candidatura)[15]
- 2013: AVN Award – Male Foreign Performer of the Year (candidatura)[15]
- 2014: XBIZ Award – Male Foreign Performer of the Year[16]
- 2014: AVN Award – Male Foreign Performer of the Year (candidatura)[17]
- 2016: AVN Award – Male Foreign Performer of the Year[18]
- 2017: AVN Award – Best Sex Scene In A Foreign Shot Production in Sherlock: a XXX Parody (film del 2015) con Stella Cox (candidatura)[19]
- 2017: XBIZ Award – Male Foreign Performer of the Year (candidatura)[16]
- 2023: AVN Award - Male Foreign Performer of the Year[20]